# Liancheng

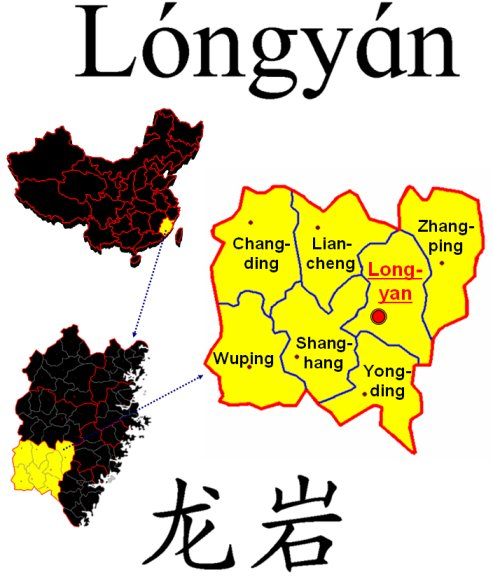
Gliederung der bezirksfreien Stadt Longyan

Liancheng (chinesisch 连城县, Pinyin Liánchéng Xiàn) ist ein Kreis der bezirksfreien Stadt Longyan in der chinesischen Provinz Fujian. Er hat eine Fläche von 2.582 km² und zählt 250.518 Einwohner (Stand: 2020). Sein Hauptort ist die Großgemeinde Lianfeng (莲峰镇).
Die alte Buchhandlung von Sibao (Sibao shufang jianzhu 四堡书坊建筑) – eine berühmte Stätte des chinesischen Holzplattendrucks – und das historische Dorf Peitian (Peitiancun gu jianzhuqun 培田村古建筑群) aus der Zeit der Ming- und Qing-Dynastie stehen seit 2001 bzw. 2006 auf der Liste der Denkmäler der Volksrepublik China.